# Viper (Belgische danceact)
Viper was een danceproject van de Belgische deejays en producers Sinesweeper en Intexor.
Ze remixten de singles Blue Monday van New Order en Walking on Sunshine van Eddy Grant tot het nummer Blue Sunshine. Dit nummer was het enige nummer van Viper dat in de hitlijsten geraakte.

## Discografie

### Singles
| Single met hitnotering(en) in de Vlaamse Ultratop 50 | Datum van verschijnen | Datum van binnenkomst | Hoogste positie | Aantal weken | Opmerkingen |
| ---------------------------------------------------- | --------------------- | --------------------- | --------------- | ------------ | ----------- |
| Blue Sunshine                                        | 1998                  | 23-01-1999            | 17              | 11           |             |